# ATP Challenger Benin City
Der ATP Challenger Benin City (offiziell: Benin City Challenger) war ein Tennisturnier, das von 1981 bis 1991 mit Unterbrechungen jährlich in Benin City, Nigeria, stattfand. 1986 fanden zwei Austragungen statt. Es gehörte zur ATP Challenger Tour und wurde im Freien auf Hartplatz gespielt. Nduka Odizor ist mit insgesamt fünf Titeln Rekordsieger des Turniers.

## Liste der Sieger

### Einzel
| Jahr                         | Sieger            | Finalgegner           | Ergebnis          |
| ---------------------------- | ----------------- | --------------------- | ----------------- |
| 1991                         | Ugo Colombini     | Yahiya Doumbia        | 6:4, 3:6, 6:4     |
| 1987–1990: nicht ausgetragen |                   |                       |                   |
| 1986 (2)                     | Nduka Odizor (3)  | Tony Mmoh             | 7:6, 6:2          |
| 1986 (1)                     | Olli Rahnasto     | Nduka Odizor          | 7:6, 6:7, 6:3     |
| 1985                         | nicht ausgetragen | nicht ausgetragen     | nicht ausgetragen |
| 1984                         | Nduka Odizor (2)  | Alessandro De Minicis | 6:2, 6:2          |
| 1983                         | Nduka Odizor (1)  | Ferrante Rocchi       | 6:4, 6:2          |
| 1982                         | Gianni Ocleppo    | Nduka Odizor          | 6:3, 6:3          |
| 1981                         | Haroon Ismail     | Nduka Odizor          | 7:5, 6:4, 6:3     |

### Doppel
| Jahr                         | Sieger                         | Finalgegner                        | Ergebnis          |
| ---------------------------- | ------------------------------ | ---------------------------------- | ----------------- |
| 1991                         | Mark Keil Scott Patridge       | T. J. Middleton Ted Scherman       | 7:5, 6:7, 7:5     |
| 1987–1990: nicht ausgetragen |                                |                                    |                   |
| 1986 (2)                     | Rill Baxter Larry Scott        | Stanislav Birner Jarek Srnensky    | 4:6, 6:3, 6:4     |
| 1986 (1)                     | Rick Rudeen Todd Witsken       | José Clavet Juan Antonio Rodríguez | 7:6, 6:3          |
| 1985                         | nicht ausgetragen              | nicht ausgetragen                  | nicht ausgetragen |
| 1984                         | Tony Mmoh Nduka Odizor (2)     | Menno Oosting Mark Wooldridge      | kampflos          |
| 1983                         | Haroon Ismail Nduka Odizor (1) | Jacques Hervet Thierry Pham        | 7:6, 7:6          |
| 1982                         | Hans Kary Gianni Ocleppo       | Colin Dowdeswell Haroon Ismail     | kampflos          |
| 1981                         | Andrew Jarrett Richard Lewis   | Jeremy Dier Haroon Ismail          | 6:3, 6:4, 7:5     |